# Condado de Sioux (Dakota do Norte)
O Condado de Sioux é um dos 53 condados do Estado americano da Dakota do Norte. A sede do condado é Fort Yates, e sua maior cidade é Fort Yates. O condado possui uma área de 2 922 km² (dos quais 89 km² estão cobertos por água), uma população de 4 044 habitantes, e uma densidade populacional de 1,5 hab/km² (segundo o censo nacional de 2000).